# Фатеева, Наталья Александровна
Ната́лья Алекса́ндровна Фате́ева (род. 7 июня 1956, Москва) — российский лингвист, филолог, семиотик. Главный научный сотрудник Института русского языка имени В. В. Виноградова РАН.

## Биография
Наталья Фатеева родилась в 1956 году.
В 1978 году окончила отделение структурной и прикладной лингвистики филологического факультета Московского государственного университета имени М. В. Ломоносова.
В 1986 году под фамилией Кожина защитила диссертацию на соискание учёной степени кандидата филологических наук на тему «Заглавие художественного произведения: структура, функции, типология» (на материале русской прозы XIX—XX веков).
В 1996 году защитила диссертацию на соискание учёной степени доктора филологических наук на тему «Стих и проза как две формы существования поэтического идиостиля».
Главный научный сотрудник Отдела корпусной лингвистики и лингвистической поэтики Института русского языка имени В. В. Виноградова РАН, руководитель Научного центра междисциплинарных исследований художественного текста.
Научные интересы: лингвистическая поэтика, стилистика, лингвистика текста, межтекстовые связи, строение стихотворных и прозаических текстов, история культуры, мифопоэтика, «женское» письмо, семиотика, точные методы изучения языка, компьютерная лексикография.
Автор более 160 научных работ в области лингвистической поэтики, семиотики, исследований в области теории и истории поэтического языка.
Организатор нескольких международных научных конференций в Институте русского языка имени В. В. Виноградова РАН по проблемам лингвистической поэтики: «Текст. Интертекст. Культура» (апрель 2001 года), «Поэтический язык рубежа XX—XXI веков и современные литературные стратегии» (май 2003 года), «Художественный текст как динамическая система» (май 2005 года), «Лингвистика и поэтика в начале третьего тысячелетия» (май 2007), «Текст и подтекст. Поэтика эксплицитного и имплицитного» (2010), «Диалог культур: „итальянский текст“ в русской литературе и „русский текст“ в итальянской литературе» (2011).
Руководитель постоянного научного семинара «Проблемы поэтического языка» в Институте русского языка имени В. В. Виноградова РАН. В ноябре 2008 года провела расширенный международный семинар «Язык как медиатор между знанием и искусством».

## Награды и премии
- Международная отметина имени отца русского футуризма Давида Бурлюка[5]